# Anostostoma tolteca
Anostostoma tolteca is een rechtvleugelig insect uit de familie Anostostomatidae. De wetenschappelijke naam van deze soort is voor het eerst geldig gepubliceerd in 1861 door Saussure.